# Bias di Malmquist
Il bias di Malmquist, dal nome dell'astronomo svedese Gunnar Malmquist, è un effetto sulle caratteristiche (media, varianza, etc.) della distribuzione in magnitudine assoluta osservata, dovuta al fatto che man mano che aumenta la distanza degli oggetti luminosi in esame (e quindi anche il volume), si osservano sistematicamente di più gli oggetti più luminosi, come risultato della combinazione della selezione e della dispersione intrinseca delle magnitudini assolute.